# International Journal of Esports
Das International Journal of Esports (kurz IJESPORTS) ist eine seit 2020 herausgegebene wissenschaftliche Fachzeitschrift zum Thema E-Sport. Die Artikel können online frei abgerufen werden.
Die Redaktion setzt sich aus internationalen Forschern zusammen, die an den Hochschulen Universität Twente, University of Arkansas, Jönköping University, Universität Hongkong, Hankuk-Universität, Universität von Pennsylvania und der Universität Malta tätig sind. Bis November 2022 wurden 43 peer-reviewte Artikel veröffentlicht.

## Entstehung
IJESPORTS entstand im Jahr 2020 an der University of Leeds. Initiator war der britische Mediziner Aaron Koshy, der bis heute Chefredakteur des Journals ist. Hintergrund der Gründung war die vermehrte Entstehung von wissenschaftlichen Arbeiten zum E-Sport. Möglichkeiten zur Veröffentlichung für wissenschaftliche Arbeiten zum elektronischen Sport waren zuvor begrenzt, so lehnten sportwissenschaftliche Publikationen E-Sport-Arbeiten häufig ab. IJESPORTS soll solchen Arbeiten einen wissenschaftlichen Veröffentlichungsprozess ermöglichen.
Mit dem Journal of Electronic Gaming and Esports existiert seit 2022 ein zweites Fachjournal mit zum Thema und erscheint im Rahmen der Human Kinetics Journals.

## Aktivitäten
Beim IJESPORTS erscheinen Arbeiten zu ganz unterschiedlichen Themen im Bereich E-Sport. Anhand der Anzahl der Veröffentlichungen ist darüber hinaus ablesbar, dass das Journal als sehr selektiv im Veröffentlichungsprozess gilt. Viele Arbeiten beschäftigen sich mit medizinischen Fragestellungen zum E-Sport, etwa der Herzrate von Spielern und Verletzungsrisiken. Auch die Themen Doping und Cheating werden häufiger behandelt. Darüber hinaus werden auch Fragestellungen untersucht, die sich direkt mit Videospielen und dem Spielen befassen, etwa Analysen auf Metaebene.